# 明清宫站
明清宫站是金华轨道交通金义东线的一座地下车站，位于中华人民共和国浙江省金华市东阳市横店镇万盛北街，横店影视基地明清宫苑景区以东。本站于2021年4月8日开工，2021年12月14日主体结构封顶。本站未随义东线通车而开通，最终于2023年4月7日开通运营。

## 车站结构

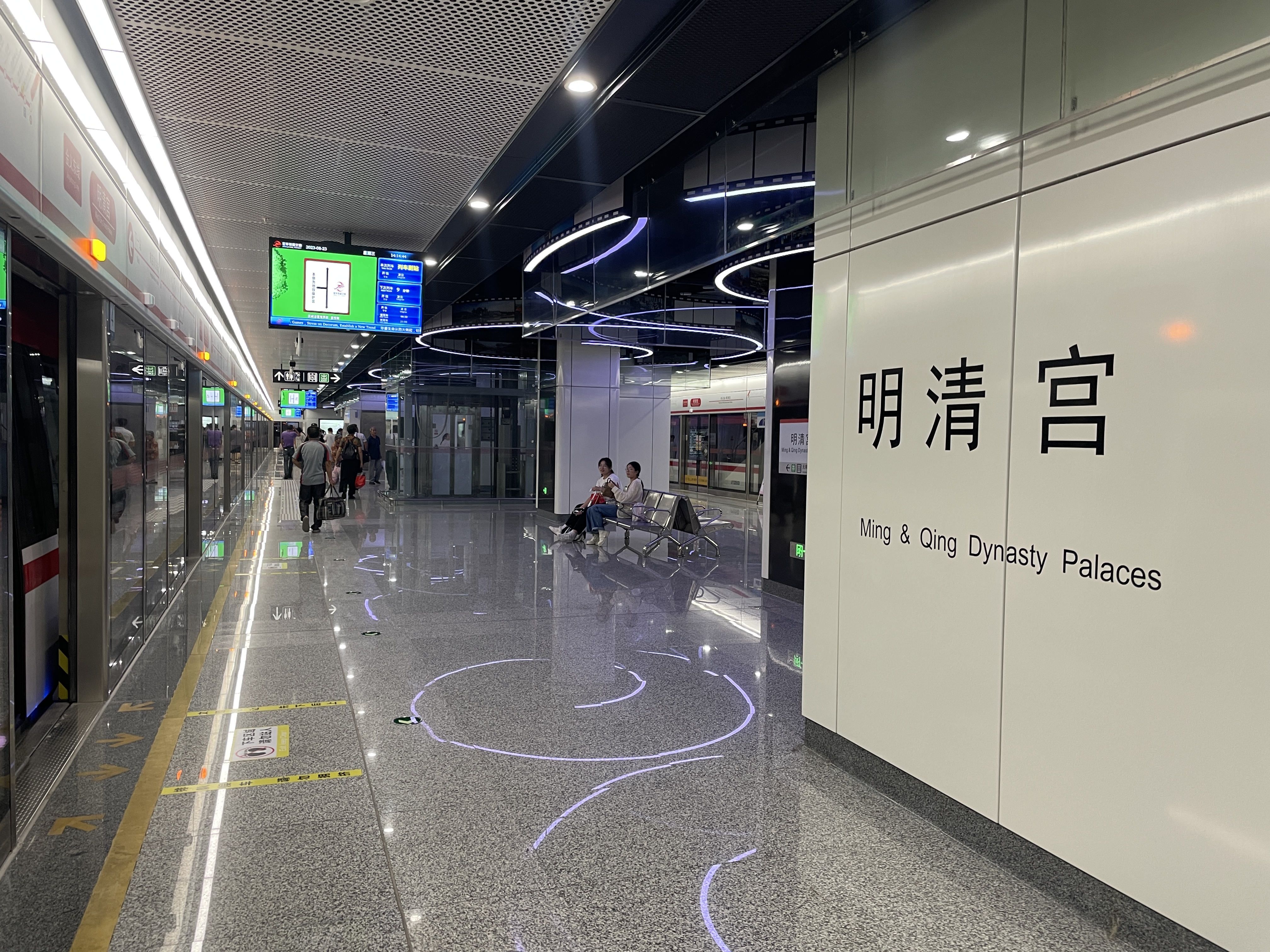
车站站台大字壁

明清宫站站长385.7米、标准段宽20.7米，属地下两层双跨结构。车站装修以电影拍摄为主题，站厅墙壁上设有提示板、摄影机、威亚等电影拍摄工具。站台上的候车座椅采用电影胶盘造型设置。

### 楼层分布
| 地面 |                    | 出入口                          |  |  |
| -1层 | 站厅               | 自动售票机、客服中心            |  |  |
| -2层 |                    | █ 金义东线 往凌云（横店高铁站） |  |  |
|      | 岛式站台，左侧开门 |                                 |  |  |
|      |                    | 备用站台                        |  |  |

- 车站站厅
- 车站站厅
- 艺术墙
- 霓虹灯墙

### 出入口
明清宫站设有三个出入口，A出口东侧位置将设置旅游集散中心，B出口西侧将设置公交首末站。
| 编号          | 建议前往的目的地                                  | 图片 |
| ------------- | ------------------------------------------------- | ---- |
| A             | 万盛北街（东）、杨塘下小学                        |      |
| B             | 万盛北街（西）、明清西路、横店影视城-明清宫苑景区 |      |
| C             | 万盛北街（西）、横店影视城-明清宫苑景区           |      |
| 註： 设有电梯 |                                                   |      |